# مرتينيات
المَرْتينيَّة أو المَرْتِيْنِيَّات أو المرنطيات (الاسم العلمي: Marantaceae)، فصيلة نباتات مُزهرة من رتبة الزنجبيليات المعروفة بجذورها النشوية الكبيرة.
```
تشير التحليلات المورفولوجية 
وعلم الوراثة العرقي
 إلى أن الفصيلة نشأت في 
إفريقيا
، على الرغم من أن إفريقيا ليس مركز تنوعها الباقي (الحيّ).
[
6
]
```